# Lijst van voetbalinterlands Gambia - Togo
Deze lijst van voetbalinterlands is een overzicht van alle officiële voetbalwedstrijden tussen de nationale teams van Gambia en Togo. De landen hebben tot op heden zes keer tegen elkaar gespeeld. De eerste ontmoeting was een vriendschappelijke wedstrijd op 31 januari 1979 in Monrovia (Liberia). Het laatste duel, eveneens een vriendschappelijke wedstrijd, werd gespeeld op 8 juni 2021 in Manavgat (Turkije).

## Wedstrijden
| № | Plaats   | Datum             | Competitie                   | Wedstrijd     | Uitslag |
| - | -------- | ----------------- | ---------------------------- | ------------- | ------- |
| 1 | Monrovia | 31 januari 1979   | Vriendschappelijk            | Gambia − Togo | 2 − 2   |
| 2 | Lomé     | 16 september 1979 | Afrika Cup 1980 kwalificatie | Togo − Gambia | 2 − 0   |
| 3 | Banjul   | 30 september 1979 | Afrika Cup 1980 kwalificatie | Gambia − Togo | 1 − 0   |
| 4 | Lomé     | 12 oktober 2018   | Afrika Cup 2019 kwalificatie | Togo − Gambia | 1 − 1   |
| 5 | Bakau    | 16 oktober 2018   | Afrika Cup 2019 kwalificatie | Gambia − Togo | 0 − 1   |
| 6 | Manavgat | 8 juni 2021       | Vriendschappelijk            | Gambia − Togo | 1 − 0   |

## Samenvatting
| Competitie              | Totaal gespeeld | Winst Gambia | Gelijk | Winst Togo | Doelsaldo Gambia – Togo |
| ----------------------- | --------------- | ------------ | ------ | ---------- | ----------------------- |
| Afrika Cup-kwalificatie | 4               | 1            | 1      | 2          | 2 − 4                   |
| Vriendschappelijk       | 2               | 1            | 1      | 0          | 3 − 2                   |
| Totaal                  | 6               | 2            | 2      | 2          | 5 − 6                   |

GFA · A-internationals · Olympische elftal · Gambiaans vrouwenelftal
Algerije ·
Angola ·
Benin ·
Burkina Faso ·
Burundi ·
Centraal-Afrikaanse Republiek ·
China ·
Comoren ·
Congo-Brazzaville ·
Congo-Kinshasa ·
Denemarken ·
Djibouti ·
Equatoriaal-Guinea ·
Gabon ·
Ghana ·
Guinee ·
Guinee-Bissau ·
Ivoorkust ·
Kaapverdië ·
Kameroen ·
Kenia ·
Kosovo ·
Lesotho ·
Liberia ·
Libië ·
Luxemburg ·
Madagaskar ·
Mali ·
Marokko ·
Mauritanië ·
Mexico ·
Namibië ·
Nieuw-Zeeland ·
Niger ·
Nigeria ·
Oeganda ·
Saoedi-Arabië ·
Senegal ·
Seychellen ·
Sierra Leone ·
Tanzania ·
Togo ·
Tsjaad ·
Tunesië ·
Verenigde Arabische Emiraten ·
Zambia ·
Zuid-Afrika ·
Zuid-Soedan
FTF · Selecties · Togolees vrouwenelftal
1950 – 1959 · 
1960 – 1969 · 
1970 – 1979 · 
1980 – 1989 · 
1990 – 1999 · 
2000 – 2009 · 
2010 – 2019 ·
2020 − 2029
WK 2006
Algerije ·
Angola ·
Bahrein ·
Benin ·
Botswana ·
Bukina Faso ·
Centraal-Afrikaanse Republiek ·
Chili ·
Comoren ·
Congo-Bazzaville ·
Congo-Kinshasa ·
Denemarken ·
Djibouti ·
Egypte ·
Equatoriaal-Guinea ·
Ethiopië ·
Frankrijk ·
Gabon ·
Gambia ·
Ghana ·
Guinee ·
Guinee-Bissau ·
Iran ·
Ivoorkust ·
Japan ·
Kaapverdië ·
Kameroen ·
Kenia ·
Lesotho ·
Liberia ·
Libië ·
Liechtenstein ·
Luxemburg ·
Madagaskar ·
Malawi ·
Mali ·
Marokko ·
Mauritanië ·
Mauritius ·
Mozambique ·
Namibië ·
Niger ·
Nigeria ·
Oeganda ·
Oman ·
Paraguay ·
Rwanda ·
Sao Tomé en Principe ·
Saoedi-Arabië ·
Senegal ·
Sierra Leone ·
Soedan ·
Swaziland ·
Tsjaad ·
Tunesië ·
Verenigde Arabische Emiraten ·
Zambia ·
Zimbabwe ·
Zuid-Korea ·
Zuid-Soedan ·
Zwitserland
Frankrijk (2006) · 
Zuid-Korea (2006) · 
Zwitserland (2006)